# 下池部
下池部（しもいけべ）は新潟県上越市の大字。頸城郡下池部村、中頸城郡下池部村、中頸城郡津有村大字下池部、高田市大字下池部。郵便番号は943-0119（高田郵便局管区）。

## 地理
高田平野の中央部、関川とその支流飯田川との間にあり、上越市のほぼ中央に位置する。北部で上野田、東部で上池部、東南部で吉岡、南部で本新保及び新保古新田（飛地含む）、西部で藤塚、西北部で長面及び平成町と接する。
住宅は地内を西北から東南に貫く新潟県道302号本高津戸野目線沿いに集中し、両側に農地が広がる。南東部の畑地を除いて農地のほとんどが水田であり、一部養豚が行われる。郵便の父である前島密の生誕地としても知られ、郵政資料館の分館である前島記念館が県道沿いの集落中央に存在する。かつては「下池辺」とも書かれた。

## 歴史

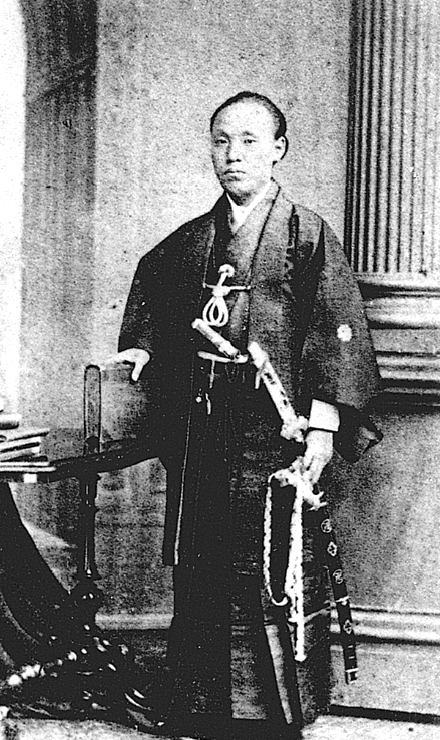
前島密

古くは越中国に属し、大宝2年（702年）3月に越後国に編入されて以降、廃藩置県まで越後国に属した。古くは単に「池部」または「池辺」と呼ばれた。天正11年（1584年）に作成されたと推定される7月13日付の益田照従副状において｢イケヘ｣、天正15年（1588年）に作成されたと推定される本願寺顕如書状に｢イケヘ村｣の記載が見られ、古くは上池部と1村を構成していた。また、1593年（文禄元年）12月17日付の本願寺教如印判状、1594年（文禄2年）6月7日付の本願寺教如印判状にも当地域の記載が見られる。本願寺顕如書状によると、当時は下池部村より本願寺に志納金の上納が行われているほか、真宗門徒が講を結成していた。
江戸時代になると東に隣接する場所に新しく池部村が開村され、『慶長国絵図』においては郷境を隔てて2つの池辺村が記載されているが、後に新しく開村された高津郷側を上池部村とし、津有郷側は下池部村となる。江戸時代初期には高田藩領、天和元年（1681年）からは天領。
『慶長国絵図』によれば、村高は302石余り、『天和高帳』によれば464石余り、『天保郷帳』によれば村高は470石とされる。また、江戸時代には既に中江用水を利用していたと見られる。
1889年（明治22年）に下池部村は頸城郡より中頸城郡となり、1899年（明治32年）の町村制施行により下池部村は中頸城郡津有村大字下池部となった。また、下池部村としては最終年となる1888年（明治21年）の戸数・人口は43戸、279人であるが、1920年（大正9年）になると38戸、157人となり、明治期と比較すると人口減少が見られる。1922年（大正11年）には前島記念館、1926年（大正15年）には前島記念池部郵便局が開局する。その後、合併により1955年（昭和30年）には高田市の大字に、1971年（昭和46年）からは上越市の大字となった。また、当地は郵便の父、前島密が天保6年1月7日（1835年2月4日）に生誕した土地である。前島に関する諸記録が当地に建てられた前島記念館に収蔵されている。
また、地内の明安寺本堂は慶長以前に建造されたものであり、下池部の名が見られる以前からの建造物と考えられる。

### 地名の由来
隣接する地域に新しく開村された池部と区別するために下池部とした。古くは下池辺とも書いた。

### 沿革
- 1681年（天和元年） - 高田藩領から天領となる。
- 1889年（明治22年） - 郡区町村制の施行により、頸城郡の区域を分割して、西頸城郡、中頸城郡及び東頸城郡が発足する。中頸城郡下池部村となる。
- 1899年（明治32年） - 町村制の施行により、荒屋村、市ノ江村、池村、稲村、茨沢村、上池部村、上雲寺村、上新町村、上富川村、上野田村、桐原村、熊塚村、下池部村、下新町村、下富川村、下野田村、新屋敷村、剣村、戸野目村、長面村、野尻村、藤塚村、本新保村、本道村、虫川村、吉岡村、四ヶ所村、四ッ辻村、市野口新田、角川古新田、門田新田、熊留新田、重川新田、新保古新田、戸野目古新田、中野新田及び三王新田の区域をもって、中頸城郡津有村が発足する。中頸城郡津有村大字下池部となる。
- 1955年（昭和30年）2月1日 - 中頸城郡津有村が高田市に編入する。高田市大字下池部となる。
- 1971年（昭和46年）4月29日 - 高田市及び直江津市が合併して、上越市が発足する。上越市大字下池部となる。

## 世帯数と人口
2017年（平成29年）12月31日現在の世帯数と人口は以下の通りである。
| 大字   | 世帯数 | 人口  |
| ------ | ------ | ----- |
| 下池部 | 53世帯 | 160人 |

## 小・中学校の学区
市立小・中学校に通う場合、学区は以下の通りとなる。
| 番地 | 小学校               | 中学校             |
| ---- | -------------------- | ------------------ |
| 全域 | 上越市立戸野目小学校 | 上越市立雄志中学校 |

## 交通

### 道路
- 新潟県道302号本高津戸野目線

## 施設
- 前島記念館 - 当地の生まれである前島密の記念館。敷地内に記念碑及び銅像がある。この銅製立像は東京市の逓信博物館に建てられていたが金属供出の対象になり回収されたものの熔解は免れ、戦後の1947年（昭和22年）に前島記念館正面に移設された[4][5]。
- 上越市立雄志中学校
- 前島記念池部郵便局 - 前島記念館に隣接する。1926年（大正15年）完成[4]。
- 下池部公民館
- 明安寺 - 浄土真宗本願寺派の寺院[4]。
- 池部神社 - 天和年間に幕府の郷蔵新築時に郷蔵の鎮守社と定められたことにより、稲荷神社[9]に改称したが、1881年（明治14年）に池部神社の名に戻った[7]。